# Christian Haub
Christian Wilhelm Erich Haub (* 22. Juli 1964 in Tacoma, Washington) ist ein deutsch-amerikanischer Unternehmer. Seit April 2018 ist er CEO der Tengelmann-Gruppe.

## Leben
Christian Haub wurde als einer von drei Söhnen des Unternehmers Erivan Haub geboren. Er studierte von 1985 bis 1989 an der Wirtschaftsuniversität Wien Sozial- und Wirtschaftswissenschaften. Von 1991 bis 2010 war er Vorsitzender (Chairman), Präsident und Chief Executive Officer der Great Atlantic & Pacific Tea Co., Inc. in Montvale, New Jersey, USA.
Ab 2000 war er mit seinem Bruder Karl-Erivan Haub geschäftsführender und persönlich haftender Gesellschafter von Tengelmann. Seit dem Verschwinden seines Bruders in den Schweizer Alpen im April 2018 führt er das Unternehmen allein.
Christian Haub ist mit Liliane Haub verheiratet und Vater von vier Kindern. Bis zum Verschwinden seines Bruders lebte er mit seiner Familie in den Vereinigten Staaten und kümmerte sich vor allem um das US-Geschäft der Unternehmensgruppe. Im Spätherbst 2018 zog er in eine Dienstwohnung der Tengelmann-Zentrale in Mülheim an der Ruhr.
Nach der Übernahme der alleinigen Konzernführung durch Christian Haub kam es zu einem Zerwürfnis innerhalb des 150 Jahre alten Familienunternehmens, da vor dem plötzlichen Verschwinden des früheren Tengelmann-Chefs Karl-Erivan Haub niemand auf einen möglichen Erbfall vorbereitet war.
Im Juni 2021 wurde Christian Haub mit dem Kauf weiterer Unternehmensanteile Mehrheitsgesellschafter der Tengelmann Gruppe.